# Security (Messe)

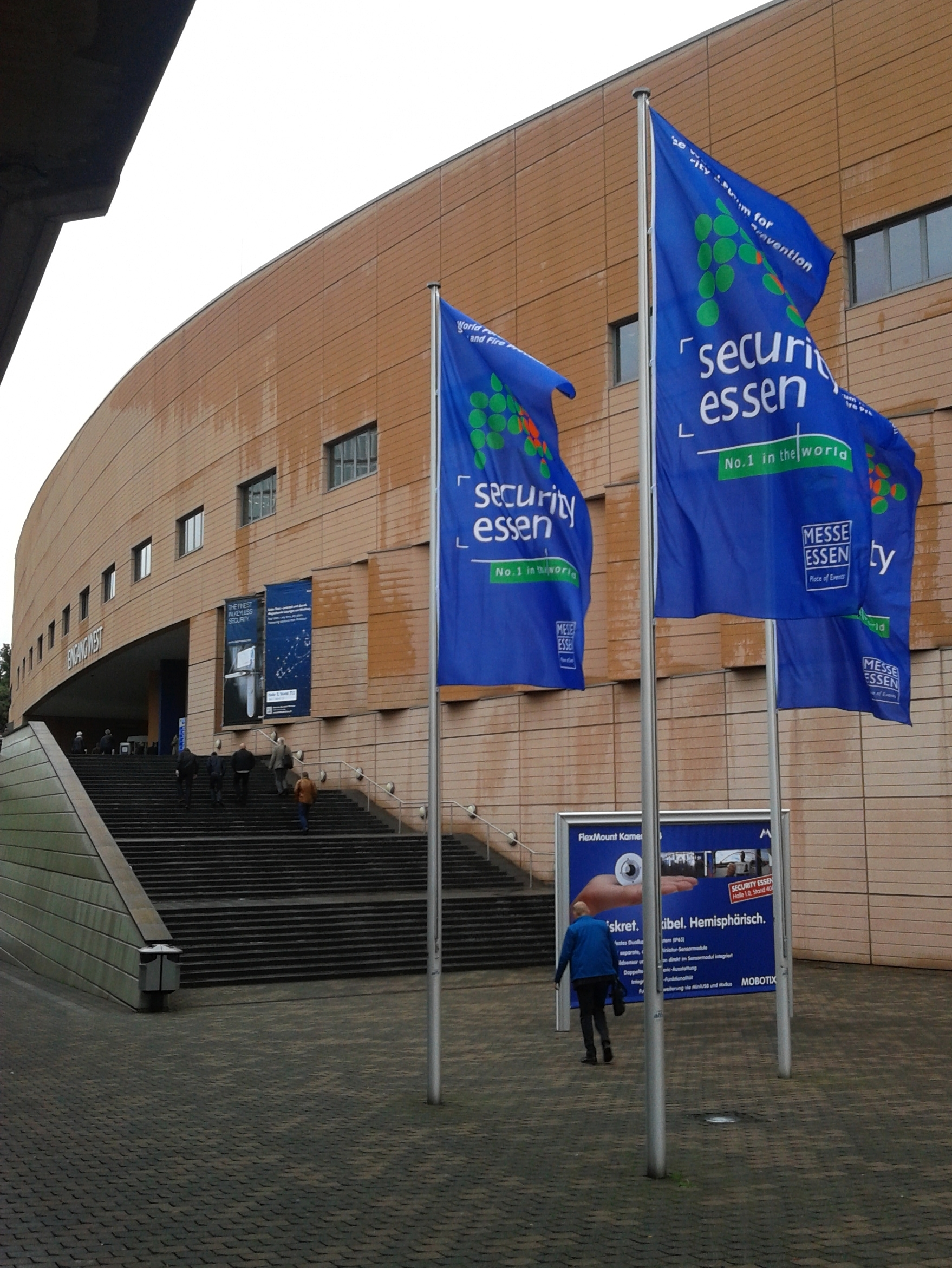
Security 2012

Die Security in Essen ist die weltgrößte Messe für Sicherheits- und Brandschutztechnik. Sie findet seit 1974 alle zwei Jahre im Oktober auf dem Messegelände in Essen statt. Im Jahr 2010 haben 1.078  Aussteller aus 38 Ländern. ihre Produkte und Dienstleistungen auf ca. 73.000 m² über 40.000 Fachbesuchern präsentiert. 
Im Jahr 2012 fand die Messe nicht im Oktober, sondern erstmals bereits vom 25.–28. September statt. Auf der 20. Security präsentierten mehr als 1.100 Aussteller auf über 80.000 m² Ausstellungsfläche die modernsten Technologien und aktuellen Trends. 
Vierzig Jahre nach der ersten Sicherheitsmesse erwartet die Security, in der Zeit vom 23. bis 26. September 2014, über 1.000 Aussteller aus 40 Nationen und Fachbesucher aus 115 Ländern.